# HMS J7
Pour les articles homonymes, voir J7.
Le HMS J7 est un sous-marin britannique de classe J exploité par la Royal Navy, et plus tard par la Royal Australian Navy sous le nom de HMAS J7.

## Conception
La classe J a été conçue par la Royal Navy en réponse à l’annonce de l’apparition de sous-marins allemands avec une vitesse en surface supérieure à 18 nœuds (33 km/h). Ces sous-marins avaient un déplacement de 1 210 tonnes en surface, et 1 820 tonnes en immersion. Chaque sous-marin avait une longueur totale de 275 pieds (84 m), avec un maître-bau de 22 pieds (6,7 m), et un tirant d'eau de 14 pieds (4,3 m). Le système de propulsion était construit autour de trois arbres d'hélice. La classe J était les seuls sous-marins à triple hélice jamais construit par les Britanniques. Leur propulsion était fournie par trois moteurs diesel de 12 cylindres en surface, et des moteurs électriques en immersion. Leur vitesse maximale était de 19 nœuds (35 km/h) en surface (ce qui faisait d’eux les sous-marins les plus rapides au monde au moment de leur construction) et de 9,5 nœuds (17,6 km/h) sous l’eau. Leur rayon d'action était de 4 000 milles marins (7 400 km) à 12 nœuds (22 km/h).
Leur armement se composait de six tubes lance-torpilles de 18 pouces (457 mm) (quatre à l’avant, un sur chaque flanc), plus un canon de pont de 4 pouces (101 mm). À l’origine, le canon était installé sur une plate-forme en avant du kiosque, mais la plate-forme a été plus tard étendue jusqu’à la proue et fusionnée dans la coque pour l’hydrodynamisme, et le canon a été déplacé sur une plate-forme installée à l’avant du kiosque. 44 personnes composaient l’équipage.

## Engagements
Après la guerre, l’Amirauté britannique a décidé que la meilleure façon de protéger la région du Pacifique était de constituer une force de sous-marins et de croiseurs. Dans ce but, elle offre en cadeau les six sous-marins survivants de la classe J à la Royal Australian Navy. Le J4 et ses sister-ships ont été commissionnés dans le RAN en avril 1919, et ont entamé le voyage vers l’Australie le 9 avril, en compagnie des croiseurs Sydney et  Brisbane, et du ravitailleur de sous-marins Platypus. La flottille atteint l’île Thursday le 29 juin et Sydney le 10 juillet. En raison de l’état des sous-marins après ce long voyage, ils ont été immédiatement désarmés pour être remis en état.

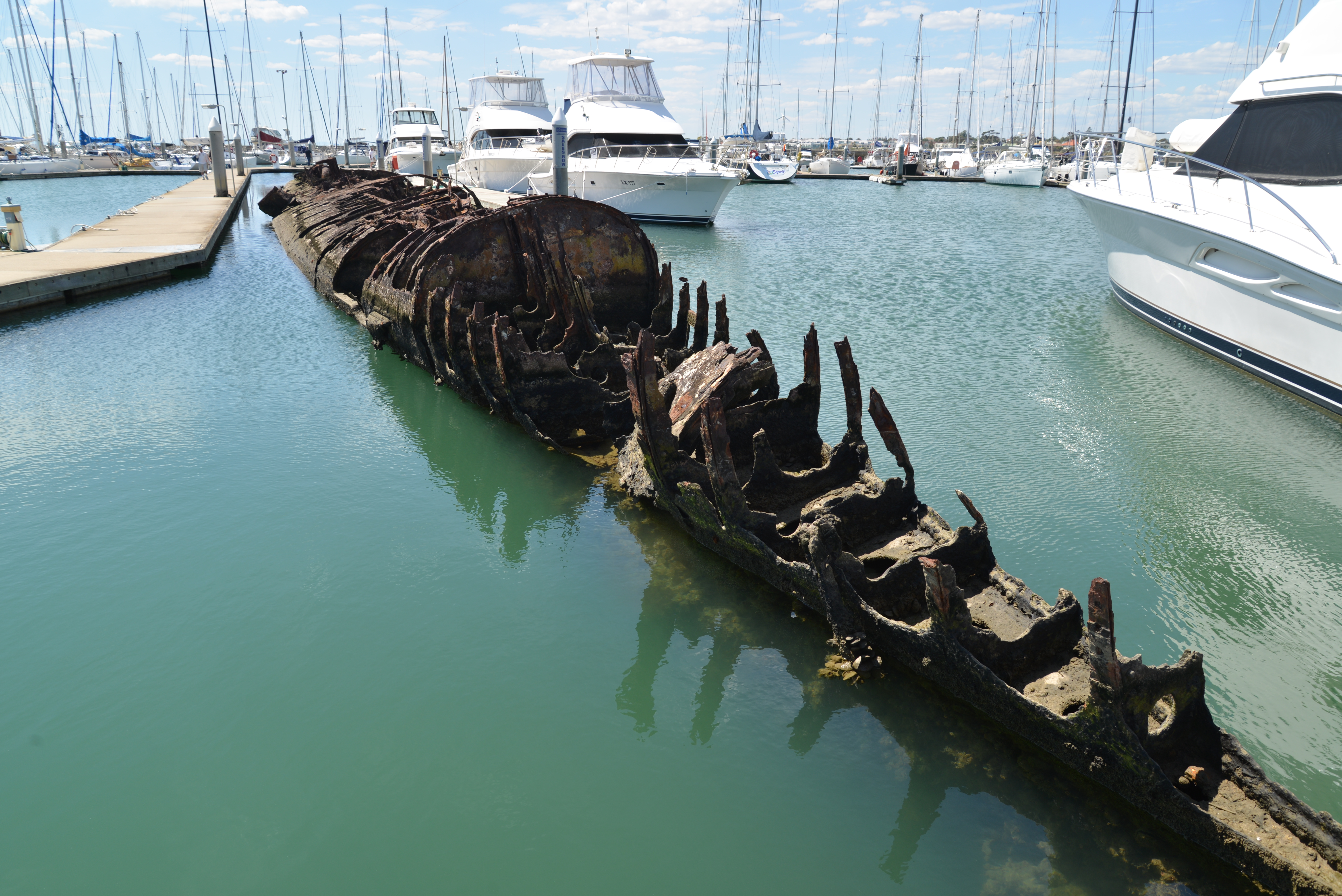
Épave du HMAS J7 à la marina du Sandringham Yacht Club

Au moment où le J7 a été remis en service en juin 1922, le coût d’entretien des bateaux et la détérioration de la situation économique a fait que les six sous-marins sont retirés du service et désignés pour l’élimination.

## Sort final
Le J7 a été mis en vente le 12 juillet 1922. Il a été vendu le 26 février 1924 et sa coque sabordée le 4 juin 1926. Son épave se trouve au fond du mini-port du yacht club Sandringham à Port Phillip.